# Нещеретово
Нещере́тово (укр. Нещеретове) — село, относится к Белокуракинскому району Луганской области Украины.
Население по переписи 2001 года составляло 1200 человек. Почтовый индекс — 92252. Телефонный код — 6462. Занимает площадь 45,3 км². Код КОАТУУ — 4420986901.

## Местный совет
92252, Луганская область, Сватовский район (до 2020 — Белокуракинский район), с. Нещеретово.